# Gostilița, Gabrovo
Gostilița (în bulgară Гостилица) este un sat în comuna Dreanovo, regiunea Gabrovo,  Bulgaria. 

## Demografie
Componența etnică a satului Gostilița
     Romi (2,06%)
     Turci (2,31%)
     Bulgari (89,17%)
     Nicio identificare (1,28%)
     Altele (5,15%)
La recensământul din 2011, populația satului Gostilița era de 388 locuitori. Din punct de vedere etnic, majoritatea locuitorilor (89,17%) erau bulgari, existând și minorități de turci (2,31%) și romi (2,06%). Pentru 1,28% din locuitori nu este cunoscută apartenența etnică.